# ماوگانسویل (مریلند)
ماوگانسویل (به انگلیسی: Maugansville) شهری در ایالت مریلند کشور ایالات متحده آمریکا است که جمعیت آن در سرشماری سال ۲۰۱۰ میلادی، ۳٬۰۷۱ نفر بوده‌است.